# Barathrodemus manatinus
Barathrodemus manatinus är en fiskart som beskrevs av Goode och Bean, 1883. Barathrodemus manatinus ingår i släktet Barathrodemus och familjen Ophidiidae. Inga underarter finns listade.

## Bildgalleri

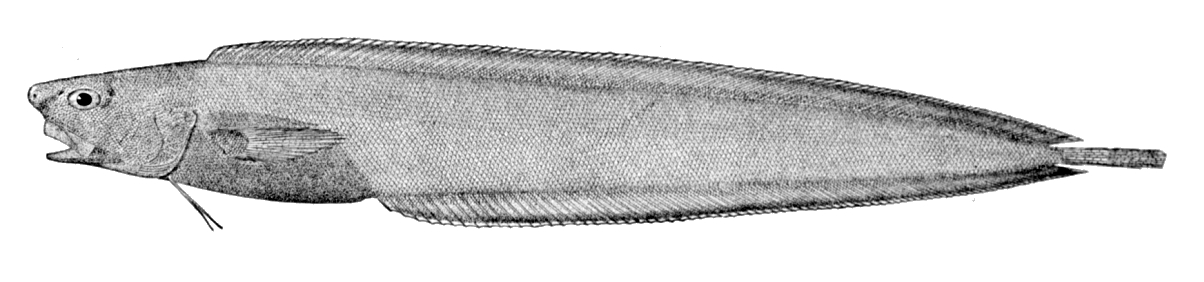